# ルーベン・ルベノフ
ルーベン・グカソヴィチ（グカシ）・ルベノフ（ロシア語: Рубен Гукасович Рубенов、アルメニア語: Ռուբեն Ղուկասի Ռուբենով、1894年 - 1937年11月27日）は、アルメニア人のボリシェヴィキ。姓はムクルトチャン (Мкртчян, Մկրտչյան) とも。

## 生涯
1894年、ロシア帝国チフリス県チフリスでアルメニア人の会計士の家庭に生まれた。1915年から1917年まで従軍し旗手にまでなった。同年3月からボリシェヴィキ党員となってチフリス、バトゥム、キエフで地下活動に従事し、逮捕経験もある。
1921年に山岳州革命裁判所長官を、同年から1924年までグルジア共産党チフリス市委員会責任書記、同年から1926年までモスクワの全連邦共産党フルンゼ地区委組織部部長を務める。1927年から翌1928年まで連邦党ザカフカース地方委書記、同年1月10日から翌1929年11月27日まで同委第二書記でもあった。同年から1932年まで党モスクワ州委煽動・大衆宣伝部部長、同州統制委副議長、モスクワ市フルンゼ地区委責任書記、労農監査官を歴任し、1930年7月13日から1934年1月26日までは中央統制委メンバー、1932年から翌1933年1月まではモスクワ市委書記。1933年2月7日から12月10日までアゼルバイジャン共産党中央委第一書記、同月まで連邦党ザカフカース地方委第三書記を務め、同年にはアゼルバイジャン共産党バクー市委書記でもあった。1934年2月10日から1937年9月まで党中央委附属党統制委メンバーであり、1934年から翌1935年まで統制委キエフ州担当委員、同年8月から1937年までレニングラード州担当委員を務めた。
1937年4月から9月まで統制委政治教育・煽動活動検証グループ長を務めていたが、同月15日に逮捕され、11月17日には党からも除名された。反革命組織への参加およびテロ行為予備を理由として同月27日に連邦最高裁軍事参議会によって死刑判決を下され、同日処刑された。その後は新ドン墓地に葬られていたが、1954年1月に名誉回復がなされた。